# Équipe des États-Unis féminine de soccer à la Coupe du monde 2019
L'équipe des États-Unis féminine de soccer participe à la Coupe du monde féminine de football 2019 organisée en France du 7 juin au 7 juillet 2019.

## Compétition

### Format et tirage au sort
Les 24 équipes qualifiées pour la Coupe du monde sont réparties en quatre chapeaux de six équipes. Lors du tirage au sort, six groupes de quatre équipes sont formés, les quatre équipes de chaque groupe provenant chacune d'un chapeau différent. Celles-ci s'affrontent une fois chacune : à la fin des trois journées, les deux premiers de chaque groupe sont qualifiés pour les huitièmes de finale, ainsi que les quatre meilleurs troisième de groupe.
Les États-Unis sont placés dans le chapeau 1.
Le tirage donne alors pour adversaires le Chili, la Suède et la Thaïlande.

### Premier tour - Groupe F
| Rang | Équipe     | Pts | J | G | N | P | Bp | Bc | Diff |
| ---- | ---------- | --- | - | - | - | - | -- | -- | ---- |
| 1    | États-Unis | 9   | 3 | 3 | 0 | 0 | 18 | 0  | +18  |
| 2    | Suède      | 6   | 3 | 2 | 0 | 1 | 7  | 3  | +4   |
| 3    | Chili      | 3   | 3 | 1 | 0 | 2 | 2  | 5  | -3   |
| 4    | Thaïlande  | 0   | 3 | 0 | 0 | 3 | 1  | 20 | -19  |

#### États-Unis - Thaïlande
| Match 12           | États-Unis | 13 – 0  | Thaïlande  | Stade Auguste-Delaune, Reims                     |                                                  |
| 11 juin 2019 21:00 | (O'Hara ) Morgan 12e · (Morgan ) Lavelle 20e · (Mewis ) Horan 32e · (Rapinoe ) Mewis 50e · (Horan ) Morgan 53e · Mewis 54e · (Mewis ) Lavelle 56e · (Press ) Morgan 74e · (Lloyd ) Rapinoe 79e · (Rapinoe ) Morgan 81e · (Morgan ) Pugh 85e · (Dunn ) Morgan 87e · (Morgan ) Lloyd 90+2e | (3 - 0) |            | Spectateurs : 18 591 Arbitrage : Laura Fortunato | Spectateurs : 18 591 Arbitrage : Laura Fortunato |
| 11 juin 2019 21:00 | | Rapport | 72e Dangda | Spectateurs : 18 591 Arbitrage : Laura Fortunato | Spectateurs : 18 591 Arbitrage : Laura Fortunato |

| États-Unis | Thaïlande |

| ÉTATS-UNIS :     |    |                 |                         |     |
|                  |    |                 |                         |     |
| Gardien de but   | 1  | Alyssa Naeher   |                         |     |
|                  | 19 | Crystal Dunn    |                         |     |
|                  | 8  | Julie Ertz      |                         | 69e |
|                  | 7  | Abby Dahlkemper |                         |     |
|                  | 5  | Kelley O'Hara   |                         |     |
|                  | 3  | Sam Mewis       | 50e, 54e                |     |
|                  | 9  | Lindsey Horan   | 32e                     |     |
|                  | 16 | Rose Lavelle    | 20e, 56e                | 57e |
|                  | 15 | Megan Rapinoe   | 79e                     |     |
|                  | 13 | Alex Morgan     | 12e, 53e, 74e, 81e, 87e |     |
|                  | 17 | Tobin Heath     |                         | 57e |
| Remplaçantes :   |    |                 |                         |     |
|                  | 10 | Carli Lloyd     | 90+2e                   | 57e |
|                  | 23 | Christen Press  |                         | 57e |
|                  | 2  | Mallory Pugh    | 84e                     | 69e |
| Sélectionneuse : |    |                 |                         |     |
| Jill Ellis       |    |                 |                         |     |

| THAÏLANDE :              |    |                          |     |     |
|                          |    |                          |     |     |
| Gardien de but           | 18 | Sukanya Chor Charoenying |     |     |
|                          | 10 | Sunisa Srangthaisong     |     |     |
|                          | 3  | Natthakarn Chinwong      |     |     |
|                          | 2  | Kanjanaporn Saengkoon    |     |     |
|                          | 9  | Warunee Phetwiset        |     | 71e |
|                          | 12 | Rattikan Thongsombut     |     | 65e |
|                          | 7  | Silawan Intamee          |     |     |
|                          | 5  | Ainon Phancha            |     |     |
|                          | 20 | Wilaiporn Boothduang     |     | 35e |
|                          | 21 | Kanjana Sungngoen        |     |     |
|                          | 8  | Suchawadee Nildhamrong   |     |     |
| Remplaçantes :           |    |                          |     |     |
|                          | 6  | Pikul Khueanpet          |     | 35e |
|                          | 17 | Taneekarn Dangda         | 71e | 65e |
|                          | 13 | Orathai Srimanee         |     | 71e |
| Sélectionneur :          |    |                          |     |     |
| Nuengruethai Sathongwien |    |                          |     |     |

| Assistantes : Mariana De Almeida Mary Blanco Quatrième arbitre : Claudia Umpiérrez Arbitre vidéo : Mauro Vigliano Assistants arbitre vidéo : Sarah Jones José María Sánchez Femme du Match : Alex Morgan |

#### États-Unis - Chili
| Match 23           | États-Unis                                                           | 3 – 0   | Chili                                | Parc des Princes, Paris                       |                                               |
| 16 juin 2019 18:00 | Lloyd 11e · ( Davidson) Ertz 26e · ( Davidson) Lloyd 35e · Lloyd 81e | (3 - 0) |                                      | Spectateurs : 45 594 Arbitrage : Riem Hussein | Spectateurs : 45 594 Arbitrage : Riem Hussein |
| 16 juin 2019 18:00 | Horan 23e · Long 88e                                                 | Rapport | 76e Lara · 80e Huenteo · 90+4e Galaz | Spectateurs : 45 594 Arbitrage : Riem Hussein | Spectateurs : 45 594 Arbitrage : Riem Hussein |

| États-Unis | Chili |

| ÉTATS-UNIS :     |    |                  |               |     |
|                  |    |                  |               |     |
| Gardien de but   | 1  | Alyssa Naeher    |               |     |
|                  | 12 | Tierna Davidson  |               |     |
|                  | 4  | Becky Sauerbrunn |               |     |
|                  | 7  | Abby Dahlkemper  |               | 82e |
|                  | 11 | Ali Krieger      |               |     |
|                  | 9  | Lindsey Horan    | 23e           | 59e |
|                  | 8  | Julie Ertz       | 26e           | 46e |
|                  | 6  | Morgan Brian     |               |     |
|                  | 2  | Mallory Pugh     |               |     |
|                  | 10 | Carli Lloyd      | 11e, 35e, 81e |     |
|                  | 23 | Christen Press   |               |     |
| Remplaçantes :   |    |                  |               |     |
|                  | 22 | Jessica McDonald |               | 46e |
|                  | 20 | Allie Long       | 88e           | 59e |
|                  | 14 | Emily Sonnett    |               | 82e |
| Sélectionneuse : |    |                  |               |     |
| Jill Ellis       |    |                  |               |     |

| CHILI :         |    |                    |       |     |
|                 |    |                    |       |     |
| Gardien de but  | 1  | Christiane Endler  |       |     |
|                 | 17 | Javiera Toro       |       |     |
|                 | 18 | Camila Sáez        |       |     |
|                 | 3  | Carla Guerrero     |       |     |
|                 | 15 | Su Helen Galaz     | 90+4e |     |
|                 | 6  | Claudia Soto       |       | 46e |
|                 | 8  | Karen Araya        |       |     |
|                 | 4  | Francisca Lara     | 76e   | 89e |
|                 | 21 | Rosario Balmaceda  |       |     |
|                 | 9  | María José Urrutia |       | 68e |
|                 | 20 | Daniela Zamora     |       |     |
| Remplaçantes :  |    |                    |       |     |
|                 | 11 | Paloma López       |       | 46e |
|                 | 19 | Yessenia Huenteo   | 80e   | 68e |
|                 | 14 | Daniela Pardo      |       | 89e |
| Sélectionneur : |    |                    |       |     |
| José Letelier   |    |                    |       |     |

| Assistantes : Kylie Cockburn Mihaela Tepusa Quatrième arbitre : Esther Staubli Arbitre vidéo : Clément Turpin Assistants arbitre vidéo : Maryna Striletska Drew Fischer Femme du Match : Christiane Endler |

#### Suède - États-Unis
| Match 35           | Suède         | 0 – 2   | États-Unis                                | Stade Océane, Le Havre                                  |                                                         |
| 20 juin 2019 21:00 |               | (0 - 1) | 3e Horan ( Rapinoe) · 50e (csc) Andersson | Spectateurs : 22 418 Arbitrage : Anastasia Pustovoitova | Spectateurs : 22 418 Arbitrage : Anastasia Pustovoitova |
| 20 juin 2019 21:00 | Jakobsson 87e | Rapport | 59e O'Hara                                | Spectateurs : 22 418 Arbitrage : Anastasia Pustovoitova | Spectateurs : 22 418 Arbitrage : Anastasia Pustovoitova |

| Suède | États-Unis |

| SUÈDE :           |    |                     |           |     |
|                   |    |                     |           |     |
| Gardien de but    | 1  | Hedvig Lindahl      |           |     |
|                   | 2  | Jonna Andersson     | 50e (csc) |     |
|                   | 3  | Linda Sembrant      |           |     |
|                   | 13 | Amanda Ilestedt     |           |     |
|                   | 15 | Nathalie Björn      |           |     |
|                   | 22 | Olivia Schough      |           | 57e |
|                   | 17 | Caroline Seger      |           | 64e |
|                   | 9  | Kosovare Asllani    |           | 79e |
|                   | 16 | Julia Zigiotti Olme |           |     |
|                   | 10 | Sofia Jakobsson     | 87e       |     |
|                   | 11 | Stina Blackstenius  |           |     |
| Remplaçantes :    |    |                     |           |     |
|                   | 18 | Fridolina Rolfö     |           | 57e |
|                   | 4  | Hanna Glas          |           | 64e |
|                   | 8  | Lina Hurtig         |           | 79e |
| Sélectionneur :   |    |                     |           |     |
| Peter Gerhardsson |    |                     |           |     |

| ÉTATS-UNIS :     |    |                  |     |     |
|                  |    |                  |     |     |
| Gardien de but   | 1  | Alyssa Naeher    |     |     |
|                  | 19 | Crystal Dunn     |     |     |
|                  | 4  | Becky Sauerbrunn |     |     |
|                  | 7  | Abby Dahlkemper  |     |     |
|                  | 5  | Kelley O'Hara    | 59e |     |
|                  | 9  | Lindsey Horan    | 3e  |     |
|                  | 16 | Rose Lavelle     |     | 63e |
|                  | 3  | Sam Mewis        |     |     |
|                  | 15 | Megan Rapinoe    |     | 83e |
|                  | 13 | Alex Morgan      |     | 46e |
|                  | 17 | Tobin Heath      |     |     |
| Remplaçantes :   |    |                  |     |     |
|                  | 10 | Carli Lloyd      |     | 46e |
|                  | 23 | Christen Press   |     | 63e |
|                  | 2  | Mallory Pugh     |     | 83e |
| Sélectionneuse : |    |                  |     |     |
| Jill Ellis       |    |                  |     |     |

| Assistantes : Ekaterina Kurochkina Petruța Iugulescu Quatrième arbitre : Esther Staubli Arbitre vidéo : Danny Makkelie Assistants arbitre vidéo : Chrysoula Kourompylia Christopher Beath Femme du Match : Tobin Heath |

### Phase à élimination directe

#### Huitième de finale: Espagne - États-Unis
| Match 41           | Espagne              | 1 – 2   | États-Unis                             | Stade Auguste-Delaune, Reims                     |                                                  |
| 24 juin 2019 18:00 | ( García) Hermoso 9e | (1 - 1) | 7e (pen.) Rapinoe · 75e (pen.) Rapinoe | Spectateurs : 19 633 Arbitrage : Katalin Kulcsár | Spectateurs : 19 633 Arbitrage : Katalin Kulcsár |
| 24 juin 2019 18:00 | Paredes 85e          | Rapport | 37e Rapinoe                            | Spectateurs : 19 633 Arbitrage : Katalin Kulcsár | Spectateurs : 19 633 Arbitrage : Katalin Kulcsár |

| Espagne | États-Unis |

| ESPAGNE :       |    |                     |     |     |
|                 |    |                     |     |     |
| Gardien de but  | 13 | Sandra Paños        |     |     |
|                 | 3  | Leila Ouahabi       |     |     |
|                 | 16 | María León          |     |     |
|                 | 4  | Irene Paredes       | 85e |     |
|                 | 7  | Marta Corredera     |     |     |
|                 | 12 | Patricia Guijarro   |     |     |
|                 | 14 | Virginia Torrecilla |     | 84e |
|                 | 6  | Vicky Losada        |     | 32e |
|                 | 11 | Alexia Putellas     |     | 79e |
|                 | 10 | Jennifer Hermoso    |     |     |
|                 | 17 | Lucía García        |     |     |
| Remplaçantes :  |    |                     |     |     |
|                 | 22 | Nahikari Garcia     |     | 32e |
|                 | 21 | Andrea Falcón       |     | 79e |
|                 | 9  | Mariona Caldentey   |     | 84e |
| Sélectionneur : |    |                     |     |     |
| Jorge Vilda     |    |                     |     |     |

| ÉTATS-UNIS :     |    |                  |                            |     |
|                  |    |                  |                            |     |
| Gardien de but   | 1  | Alyssa Naeher    |                            |     |
|                  | 19 | Crystal Dunn     |                            |     |
|                  | 4  | Becky Sauerbrunn |                            |     |
|                  | 7  | Abby Dahlkemper  |                            |     |
|                  | 5  | Kelley O'Hara    |                            |     |
|                  | 3  | Sam Mewis        |                            |     |
|                  | 8  | Julie Ertz       |                            |     |
|                  | 16 | Rose Lavelle     |                            | 89e |
|                  | 15 | Megan Rapinoe    | 7e (pen.), 37e, 75e (pen.) | 90e |
|                  | 13 | Alex Morgan      |                            | 85e |
|                  | 17 | Tobin Heath      |                            |     |
| Remplaçantes :   |    |                  |                            |     |
|                  | 10 | Carli Lloyd      |                            | 85e |
|                  | 9  | Lindsey Horan    |                            | 89e |
|                  | 23 | Christen Press   |                            | 90e |
| Sélectionneuse : |    |                  |                            |     |
| Jill Ellis       |    |                  |                            |     |

| Assistantes : Katalin Török Sanja Rodak Quatrième arbitre : Anna-Marie Keighley Arbitre vidéo : Danny Makkelie Assistants arbitre vidéo : Lucie Ratajova Paweł Gil Femme du Match : Megan Rapinoe |

#### Quart de finale: France - États-Unis
| Match 46           | France                     | 1 – 2   | États-Unis                        | Parc des Princes, Paris                          |                                                  |
| 28 juin 2019 21:00 | ( Thiney) Renard 81e       | (0 - 1) | 5e Rapinoe · 65e Rapinoe ( Heath) | Spectateurs : 45 595 Arbitrage : Kateryna Monzul | Spectateurs : 45 595 Arbitrage : Kateryna Monzul |
| 28 juin 2019 21:00 | Mbock 4e · Bussaglia 90+4e | Rapport |                                   | Spectateurs : 45 595 Arbitrage : Kateryna Monzul | Spectateurs : 45 595 Arbitrage : Kateryna Monzul |

| France | États-Unis |

| FRANCE :         |    |                    |       |     |
|                  |    |                    |       |     |
| Gardien de but   | 16 | Sarah Bouhaddi     |       |     |
|                  | 10 | Amel Majri         |       |     |
|                  | 3  | Wendie Renard      |       |     |
|                  | 19 | Griedge Mbock      | 4e    |     |
|                  | 4  | Marion Torrent     |       |     |
|                  | 15 | Élise Bussaglia    | 90+4e |     |
|                  | 17 | Gaëtane Thiney     |       |     |
|                  | 6  | Amandine Henry     |       |     |
|                  | 9  | Eugénie Le Sommer  |       | 82e |
|                  | 13 | Valérie Gauvin     |       | 76e |
|                  | 11 | Kadidiatou Diani   |       |     |
| Remplaçantes :   |    |                    |       |     |
|                  | 20 | Delphine Cascarino |       | 76e |
|                  | 18 | Viviane Asseyi     |       | 82e |
| Sélectionneuse : |    |                    |       |     |
| Corinne Diacre   |    |                    |       |     |

| ÉTATS-UNIS :     |    |                  |  |     |
|                  |    |                  |  |     |
| Gardien de but   | 1  | Alyssa Naeher    |  |     |
|                  | 19 | Crystal Dunn     |  |     |
|                  | 4  | Becky Sauerbrunn |  |     |
|                  | 7  | Abby Dahlkemper  |  |     |
|                  | 5  | Kelley O'Hara    |  |     |
|                  | 3  | Sam Mewis        |  | 82e |
|                  | 8  | Julie Ertz       |  |     |
|                  | 16 | Rose Lavelle     |  | 63e |
|                  | 15 | Megan Rapinoe    |  | 87e |
|                  | 13 | Alex Morgan      |  |     |
|                  | 17 | Tobin Heath      |  |     |
| Remplaçantes :   |    |                  |  |     |
|                  | 9  | Lindsey Horan    |  | 63e |
|                  | 10 | Carli Lloyd      |  | 82e |
|                  | 23 | Christen Press   |  | 87e |
| Sélectionneuse : |    |                  |  |     |
| Jill Ellis       |    |                  |  |     |

| Assistantes : Maryna Striletska Oleksandra Ardasheva Quatrième arbitre : Kate Jacewicz Cinquième arbitre : Kim Kyoung-min Arbitre vidéo : Danny Makkelie Assistants arbitre vidéo : Paweł Gil Chantal Boudreau Femme du Match : Megan Rapinoe |

#### Demi-finale: Angleterre - États-Unis
| Match 49             | Angleterre                       | 1 – 2   | États-Unis                                | Stade de Lyon, Lyon                                  |                                                      |
| 2 juillet 2019 21:00 | (Mead ) White 19e · Houghton 84e | (1 - 2) | 10e Press ( O'Hara) · 31e Morgan ( Horan) | Spectateurs : 53 512 Arbitrage : Edina Alves Batista | Spectateurs : 53 512 Arbitrage : Edina Alves Batista |
| 2 juillet 2019 21:00 | Bright 40e, 86e · Parris 90+5e   | Rapport | 46e Horan · 82e Sauerbrunn                | Spectateurs : 53 512 Arbitrage : Edina Alves Batista | Spectateurs : 53 512 Arbitrage : Edina Alves Batista |

| Angleterre | États-Unis |

| ANGLETERRE :    |    |                    |          |     |
|                 |    |                    |          |     |
| Gardien de but  | 13 | Carly Telford      |          |     |
|                 | 12 | Demi Stokes        |          |     |
|                 | 6  | Millie Bright      | 40e, 86e |     |
|                 | 5  | Stephanie Houghton | 84e      |     |
|                 | 2  | Lucy Bronze        |          |     |
|                 | 17 | Rachel Daly        |          | 89e |
|                 | 22 | Bethany Mead       |          | 58e |
|                 | 8  | Jill Scott         |          |     |
|                 | 4  | Keira Walsh        |          | 71e |
|                 | 18 | Ellen White        | 19e      |     |
|                 | 7  | Nikita Parris      | 90+5e    |     |
| Remplaçantes :  |    |                    |          |     |
|                 | 10 | Fran Kirby         |          | 58e |
|                 | 16 | Jade Moore         |          | 71e |
|                 | 19 | Georgia Stanway    |          | 89e |
| Sélectionneur : |    |                    |          |     |
| Phil Neville    |    |                    |          |     |

| ÉTATS-UNIS :     |    |                  |     |     |
|                  |    |                  |     |     |
| Gardien de but   | 1  | Alyssa Naeher    |     |     |
|                  | 19 | Crystal Dunn     |     |     |
|                  | 4  | Becky Sauerbrunn | 82e |     |
|                  | 7  | Abby Dahlkemper  |     |     |
|                  | 5  | Kelley O'Hara    |     | 87e |
|                  | 16 | Rose Lavelle     |     | 65e |
|                  | 8  | Julie Ertz       |     |     |
|                  | 9  | Lindsey Horan    | 46e |     |
|                  | 23 | Christen Press   | 10e |     |
|                  | 13 | Alex Morgan      | 31e |     |
|                  | 17 | Tobin Heath      |     | 80e |
| Remplaçantes :   |    |                  |     |     |
|                  | 3  | Sam Mewis        |     | 65e |
|                  | 10 | Carli Lloyd      |     | 80e |
|                  | 11 | Ali Krieger      |     | 87e |
| Sélectionneuse : |    |                  |     |     |
| Jill Ellis       |    |                  |     |     |

| Assistantes : Neuza Back Tatiane Sacilotti Dos Santos Camargo Quatrième arbitre : Melissa Borjas Arbitre vidéo : Carlos Del Cerro Grande Assistants arbitre vidéo : Manuela Nicolosi Tiago Martins Femme du Match : Alex Morgan |

#### Finale: États-Unis - Pays-Bas
| Match 52             | États-Unis                                | 2 – 0   | Pays-Bas                       | Stade de Lyon, Lyon                                 |                                                     |
| 7 juillet 2019 17:00 | Rapinoe 61e (pen.) · ( Mewis) Lavelle 69e | (0 - 0) |                                | Spectateurs : 57 900 Arbitrage : Stéphanie Frappart | Spectateurs : 57 900 Arbitrage : Stéphanie Frappart |
| 7 juillet 2019 17:00 | Dahlkemper 42e                            | Rapport | 10e Spitse · 60e van der Gragt | Spectateurs : 57 900 Arbitrage : Stéphanie Frappart | Spectateurs : 57 900 Arbitrage : Stéphanie Frappart |

| États-Unis | Pays-Bas |

| ÉTATS-UNIS :     |    |                  |            |     |
|                  |    |                  |            |     |
| Gardien de but   | 1  | Alyssa Naeher    |            |     |
|                  | 19 | Crystal Dunn     |            |     |
|                  | 4  | Becky Sauerbrunn |            |     |
|                  | 7  | Abby Dahlkemper  | 42e        |     |
|                  | 5  | Kelley O'Hara    |            | 46e |
|                  | 16 | Rose Lavelle     | 69e        |     |
|                  | 8  | Julie Ertz       |            |     |
|                  | 3  | Sam Mewis        |            |     |
|                  | 15 | Megan Rapinoe    | 61e (pen.) | 79e |
|                  | 13 | Alex Morgan      |            |     |
|                  | 17 | Tobin Heath      |            | 87e |
| Remplaçantes :   |    |                  |            |     |
|                  | 11 | Ali Krieger      |            | 46e |
|                  | 23 | Christen Press   |            | 79e |
|                  | 10 | Carli Lloyd      |            | 87e |
| Sélectionneuse : |    |                  |            |     |
| Jill Ellis       |    |                  |            |     |

| PAYS-BAS :       |    |                        |     |     |
|                  |    |                        |     |     |
| Gardien de but   | 1  | Sari van Veenendaal    |     |     |
|                  | 20 | Dominique Bloodworth   |     |     |
|                  | 3  | Stefanie van der Gragt | 60e |     |
|                  | 6  | Anouk Dekker           |     | 73e |
|                  | 2  | Desiree van Lunteren   |     |     |
|                  | 8  | Sherida Spitse         | 10e |     |
|                  | 10 | Daniëlle van de Donk   |     |     |
|                  | 14 | Jackie Groenen         |     |     |
|                  | 11 | Lieke Martens          |     | 70e |
|                  | 9  | Vivianne Miedema       |     |     |
|                  | 21 | Lineth Beerensteyn     |     |     |
| Remplaçantes :   |    |                        |     |     |
|                  | 19 | Jill Roord             |     | 70e |
|                  | 7  | Shanice van de Sanden  |     | 73e |
| Sélectionneuse : |    |                        |     |     |
| Sarina Wiegman   |    |                        |     |     |

| Assistantes : Manuela Nicolosi Michelle O'Neill Quatrième arbitre : Claudia Umpiérrez Cinquième arbitre : Luciana Mascaraña Arbitre vidéo : Carlos del Cerro Grande Assistants arbitre vidéo : José María Sánchez Martínez Mariana de Almeida Femme du Match : Megan Rapinoe |

## Temps de jeu
| Joueuse               |                              |                    |                   |                                  |                   |                   |                   | TT                | But inscrit       | Passe décisive    | MJ                | MT                | Légende |
| --------------------- | ---------------------------- | ------------------ | ----------------- | -------------------------------- | ----------------- | ----------------- | ----------------- | ----------------- | ----------------- | ----------------- | ----------------- | ----------------- | --- |
| Gardiennes de but     | Gardiennes de but            | Gardiennes de but  | Gardiennes de but | Gardiennes de but                | Gardiennes de but | Gardiennes de but | Gardiennes de but | Gardiennes de but | Gardiennes de but | Gardiennes de but | Gardiennes de but | Gardiennes de but | Abréviations et symboles : TT : Total de minutes jouées MJ : Nombre de matchs joués MT : Matchs joués en tant que titulaire : but : passe décisive : joueuse entrée : joueuse remplacée : capitaine : carton jaune : carton rouge |
| Alyssa Naeher         | 90                           | 90                 | 90                | 90                               | 90                | 90                | 90                | 630               | -                 | -                 | 7                 | 7                 | Abréviations et symboles : TT : Total de minutes jouées MJ : Nombre de matchs joués MT : Matchs joués en tant que titulaire : but : passe décisive : joueuse entrée : joueuse remplacée : capitaine : carton jaune : carton rouge |
| Ashlyn Harris         | -                            | -                  | -                 | -                                | -                 | -                 | -                 | -                 | -                 | -                 | -                 | -                 | Abréviations et symboles : TT : Total de minutes jouées MJ : Nombre de matchs joués MT : Matchs joués en tant que titulaire : but : passe décisive : joueuse entrée : joueuse remplacée : capitaine : carton jaune : carton rouge |
| Adrianna Franch       | -                            | -                  | -                 | -                                | -                 | -                 | -                 | -                 | -                 | -                 | -                 | -                 | Abréviations et symboles : TT : Total de minutes jouées MJ : Nombre de matchs joués MT : Matchs joués en tant que titulaire : but : passe décisive : joueuse entrée : joueuse remplacée : capitaine : carton jaune : carton rouge |
| Défenseures           |                              |                    |                   |                                  |                   |                   |                   |                   |                   |                   |                   |                   | Abréviations et symboles : TT : Total de minutes jouées MJ : Nombre de matchs joués MT : Matchs joués en tant que titulaire : but : passe décisive : joueuse entrée : joueuse remplacée : capitaine : carton jaune : carton rouge |
| Emily Sonnett         | -                            | 82e                | -                 | -                                | -                 | -                 | -                 | 8                 | -                 | -                 | 1                 | 0                 | Abréviations et symboles : TT : Total de minutes jouées MJ : Nombre de matchs joués MT : Matchs joués en tant que titulaire : but : passe décisive : joueuse entrée : joueuse remplacée : capitaine : carton jaune : carton rouge |
| Becky Sauerbrunn      | -                            | 90                 | 90                | 90                               | 90                | 90 · 83e          | 90                | 540               | -                 | -                 | 6                 | 6                 | Abréviations et symboles : TT : Total de minutes jouées MJ : Nombre de matchs joués MT : Matchs joués en tant que titulaire : but : passe décisive : joueuse entrée : joueuse remplacée : capitaine : carton jaune : carton rouge |
| Abby Dahlkemper       | 90                           | 82e                | 90                | 90                               | 90                | 90                | 90 · 41e          | 622               | -                 | -                 | 7                 | 7                 | Abréviations et symboles : TT : Total de minutes jouées MJ : Nombre de matchs joués MT : Matchs joués en tant que titulaire : but : passe décisive : joueuse entrée : joueuse remplacée : capitaine : carton jaune : carton rouge |
| Ali Krieger           | -                            | -                  | 90                | -                                | -                 | 87e               | 46e               | 138               | -                 | -                 | 3                 | 1                 | Abréviations et symboles : TT : Total de minutes jouées MJ : Nombre de matchs joués MT : Matchs joués en tant que titulaire : but : passe décisive : joueuse entrée : joueuse remplacée : capitaine : carton jaune : carton rouge |
| Tierna Davidson       | -                            | 90                 | -                 | -                                | -                 | -                 | -                 | 90                | -                 | 2                 | 1                 | 1                 | Abréviations et symboles : TT : Total de minutes jouées MJ : Nombre de matchs joués MT : Matchs joués en tant que titulaire : but : passe décisive : joueuse entrée : joueuse remplacée : capitaine : carton jaune : carton rouge |
| Allyson Swaby         | 90                           | 90                 | 90                | 90                               | 90                | 90                | 90                | 270               | -                 | -                 | 3                 | 3                 | Abréviations et symboles : TT : Total de minutes jouées MJ : Nombre de matchs joués MT : Matchs joués en tant que titulaire : but : passe décisive : joueuse entrée : joueuse remplacée : capitaine : carton jaune : carton rouge |
| Crystal Dunn          | 90                           | -                  | 90                | 90                               | 90                | 90                | 90                | 540               | -                 | 1                 | 6                 | 6                 | Abréviations et symboles : TT : Total de minutes jouées MJ : Nombre de matchs joués MT : Matchs joués en tant que titulaire : but : passe décisive : joueuse entrée : joueuse remplacée : capitaine : carton jaune : carton rouge |
| Kelley O'Hara         | 90                           | -                  | 90 · 59e          | 90                               | 90                | 87e               | 46e               | 492               | -                 | 2                 | 6                 | 6                 | Abréviations et symboles : TT : Total de minutes jouées MJ : Nombre de matchs joués MT : Matchs joués en tant que titulaire : but : passe décisive : joueuse entrée : joueuse remplacée : capitaine : carton jaune : carton rouge |
| Milieux               |                              |                    |                   |                                  |                   |                   |                   |                   |                   |                   |                   |                   | Abréviations et symboles : TT : Total de minutes jouées MJ : Nombre de matchs joués MT : Matchs joués en tant que titulaire : but : passe décisive : joueuse entrée : joueuse remplacée : capitaine : carton jaune : carton rouge |
| Julie Ertz            | 69e                          | 46e · 26e          | -                 | 90                               | 90                | 90                | 90                | 474               | 1                 | -                 | 6                 | 6                 | Abréviations et symboles : TT : Total de minutes jouées MJ : Nombre de matchs joués MT : Matchs joués en tant que titulaire : but : passe décisive : joueuse entrée : joueuse remplacée : capitaine : carton jaune : carton rouge |
| Sam Mewis             | 90 · 50e, 54e                | -                  | 90                | 90                               | 82e               | 65e               | 90                | 467               | 2                 | 3                 | 6                 | 5                 | Abréviations et symboles : TT : Total de minutes jouées MJ : Nombre de matchs joués MT : Matchs joués en tant que titulaire : but : passe décisive : joueuse entrée : joueuse remplacée : capitaine : carton jaune : carton rouge |
| Morgan Brian          | -                            | 90                 | -                 | -                                | -                 | -                 | -                 | 90                | -                 | -                 | 1                 | 1                 | Abréviations et symboles : TT : Total de minutes jouées MJ : Nombre de matchs joués MT : Matchs joués en tant que titulaire : but : passe décisive : joueuse entrée : joueuse remplacée : capitaine : carton jaune : carton rouge |
| Rose Lavelle          | 57e · 20e, 56e               | -                  | 63e               | 89e                              | 63e               | 65e               | 90 · 69e          | 427               | 3                 | -                 | 6                 | 6                 | Abréviations et symboles : TT : Total de minutes jouées MJ : Nombre de matchs joués MT : Matchs joués en tant que titulaire : but : passe décisive : joueuse entrée : joueuse remplacée : capitaine : carton jaune : carton rouge |
| Allie Long            | -                            | 59e · 88e          | -                 | -                                | -                 | -                 | -                 | 31                | -                 | -                 | 1                 | 0                 | Abréviations et symboles : TT : Total de minutes jouées MJ : Nombre de matchs joués MT : Matchs joués en tant que titulaire : but : passe décisive : joueuse entrée : joueuse remplacée : capitaine : carton jaune : carton rouge |
| Lindsey Horan         | 90 · 32e                     | 59e · 23e          | 90 · 3e           | 82e                              | 63e               | 90 · 47e          | -                 | 364               | 2                 | 2                 | 6                 | 4                 | Abréviations et symboles : TT : Total de minutes jouées MJ : Nombre de matchs joués MT : Matchs joués en tant que titulaire : but : passe décisive : joueuse entrée : joueuse remplacée : capitaine : carton jaune : carton rouge |
| Attaquantes           |                              |                    |                   |                                  |                   |                   |                   |                   |                   |                   |                   |                   | Abréviations et symboles : TT : Total de minutes jouées MJ : Nombre de matchs joués MT : Matchs joués en tant que titulaire : but : passe décisive : joueuse entrée : joueuse remplacée : capitaine : carton jaune : carton rouge |
| Alex Morgan           | 90 · 12e, 53e, 74e, 81e, 87e | -                  | 46e               | 85e                              | 90                | 90 · 31e          | 90                | 490               | 6                 | 3                 | 6                 | 6                 | Abréviations et symboles : TT : Total de minutes jouées MJ : Nombre de matchs joués MT : Matchs joués en tant que titulaire : but : passe décisive : joueuse entrée : joueuse remplacée : capitaine : carton jaune : carton rouge |
| Mallory Pugh          | 69e · 84e                    | 90                 | 83e               | -                                | -                 | -                 | -                 | 118               | 1                 | -                 | 3                 | 1                 | Abréviations et symboles : TT : Total de minutes jouées MJ : Nombre de matchs joués MT : Matchs joués en tant que titulaire : but : passe décisive : joueuse entrée : joueuse remplacée : capitaine : carton jaune : carton rouge |
| Tobin Heath           | 57e                          | -                  | 90                | 90                               | 90                | 80e               | 87e               | 470               | -                 | 1                 | 6                 | 6                 | Abréviations et symboles : TT : Total de minutes jouées MJ : Nombre de matchs joués MT : Matchs joués en tant que titulaire : but : passe décisive : joueuse entrée : joueuse remplacée : capitaine : carton jaune : carton rouge |
| Christen Press        | 57e                          | 90                 | 63e               | 90+7e                            | 87e               | 90 · 10e          | 79e               | 254               | 1                 | 1                 | 7                 | 2                 | Abréviations et symboles : TT : Total de minutes jouées MJ : Nombre de matchs joués MT : Matchs joués en tant que titulaire : but : passe décisive : joueuse entrée : joueuse remplacée : capitaine : carton jaune : carton rouge |
| Jessica McDonald      | -                            | 46e                | -                 | -                                | -                 | -                 | -                 | 45                | -                 | -                 | 1                 | 0                 | Abréviations et symboles : TT : Total de minutes jouées MJ : Nombre de matchs joués MT : Matchs joués en tant que titulaire : but : passe décisive : joueuse entrée : joueuse remplacée : capitaine : carton jaune : carton rouge |
| Carli Lloyd           | 57e · 90+2e                  | 90 · 11e, 35e, 81e | 46e               | 85e                              | 82e               | 80e               | 87e               | 194               | 2                 | 1                 | 7                 | 1                 | Abréviations et symboles : TT : Total de minutes jouées MJ : Nombre de matchs joués MT : Matchs joués en tant que titulaire : but : passe décisive : joueuse entrée : joueuse remplacée : capitaine : carton jaune : carton rouge |
| Megan Rapinoe         | 90 · 79e                     | -                  | 83e               | 90e · 7e (pen.), 37e, 75e (pen.) | 87e · 5e, 65e     | 90                | 79e · 61e (pen.)  | 519               | 6                 | 3                 | 6                 | 6                 | Abréviations et symboles : TT : Total de minutes jouées MJ : Nombre de matchs joués MT : Matchs joués en tant que titulaire : but : passe décisive : joueuse entrée : joueuse remplacée : capitaine : carton jaune : carton rouge |
| Total                 |                              |                    |                   |                                  |                   |                   |                   |                   |                   |                   |                   |                   | Abréviations et symboles : TT : Total de minutes jouées MJ : Nombre de matchs joués MT : Matchs joués en tant que titulaire : but : passe décisive : joueuse entrée : joueuse remplacée : capitaine : carton jaune : carton rouge |
| Équipe des États-Unis | 90                           | 90                 | 90                | 90                               | 90                | 90                | 90                | 630               | 25                | 19                | 7                 | -                 | |